# Брегово
Брегово (буг. Брегово) град је у Републици Бугарској, у крајње северозападном делу земље, седиште истоимене општине Брегово у оквиру Видинске области.
Поред Брегова се налази истоимени бугарски гранични прелаз ка Србији и нашем граничном прелазу Мокрање.

## Географија
Положај: Брегово се налази у крајње северозападном делу Бугарске, на самој граници са Србијом — 2 km западно. Од престонице Софије град је удаљен 210 km северозападно, а од обласног средишта, Видина град је удаљен 29 km западно.
Рељеф: Област Брегова представља најзападнији бугарског Подунавља. Град се сместио у доњем делу долине Тимока, који је овде, у доњем току граница између Бугарске и Србије. 15ак километара северно од Брегова он се улива у Дунав, што је и тромеђа Србије са Бугарском и Румунијом. Град се налази у равничарском подручју, на 50-56 метара надморске висине.
Клима: Клима у Брегову је континентална.
Воде: Брегово се налази недалеко од Тимока, који је овде, у доњем току граница између Бугарске и Србије. 15ак километара северно од Брегова он се улива у Дунав.

## Историја
Област Брегова је првобитно било насељено Трачанима, а после њих овом облашћу владају стари Рим и Византија. Јужни Словени ово подручеје насељавају у 7. веку. Од 9. века до 1373. године област је била у саставу средњовековне Бугарске.
Крајем 14. века област Брегова је пала под власт Османлија, који владају облашћу 5 векова. У ово време јавља се и први помен Брегова (1560. године).
Након ослобођења од Турака, по мировном уговору 1878. године, град је постао део савремене бугарске државе. Насеље постоје убрзо средиште окупљања за села у околини, са више јавних установа и трговиштем. У Брегову је 1894. године било пописано 3354 становника.
У једном чланку 1924. се помиње да се у Неготинској крајини верује у исцелитељске моћи свештеника и калуђера једног манастира код Брегова.
Брегово је добило градски статус тек 1974. године.

## Срби у Брегову
Брегово је гранично место између Србије и Бугарске, које је за "зеленим столом" припало Бугарској. У њему је одувек било Срба, али се о томе мало зна, јер су Бугари "брисали српске трагове", етнички чистећи своју државу. Прво су то урадили "на папиру" - у демографским статистикама. Брегово у Окружју Видинском је пре 130 година изгубљено, а Срба је у међувремену "нестало" - судећи по бугарским неумољивом званичном попису.
Помиње се Брегово у једној српској народној песми, коју је Вук објавио 1845. године. Била је то епска песма "Марко Краљевић и вила", где се каже у једном стиху: "И Тимок су воду пребродили, на Брегову селу великоме, па одоше Крајини Видинској."
Године 1810. наредио је руски главнокомадандујући гроф Каменски да се сједине делови руске и српске војске на Дунаву. Послао је свој генерал-мајора Цуката са неколико хиљада војника у Србију. Када су се војске ујединиле "ниже Брзе Паланке", кренули су да ослобађају градове и села и протерују Турке. Успели су да тако освоје Прахово, Неготин, Брзу Паланку, Кладово и Брегово, и да се обе стране опседну Ада Кале на Дунаву.
Наспрам села Брегова које се налази са десне стране Тимока, биле су на левој обали направљене колибе. Ту су се срели 30. септембра - 1. октобра 1834. године српски књаз Милош Обреновић и видински Хусејин-паша. Паша је Милошу предао султански орден, а затим су уследиле велике гозбе и весеља на том месту.
Мудру српску књигу, који је саставио од туђих мисли уредио 1858. године "нишевачки" (Ниш) учитељ Петровић, добило је претплативши се, 17 Срба из Брегова. Брегово је тада село у Окружју Видинском. Скупљач претплате био је учитељ тамошњи Јован Ангеловић, а претплату су извршили: Стојкол Поповић, Јован Костадиновић, Димитар Поповић, Јован Станојевић, ученик Ђорђе Ђорђевић, Марин Николић, Јован Николић, Јован Маринков, Ђорђе Станковић ћурчија, Риста Јовановић, Марин Димитрић, ученик Јован Јовић, Сава бојаџија, Ангел Игњатовић и два госта са стране - из Шипикова и Браћевца.
Београдске "Српске новине" објавиле су 9. априла 1878. године, "Изјаве" појединих општина, поводом њиховог ослобођења од Турака, које је извела српска војска. Текст који су саставили Бреговци је гласио: "Ми желимо да смо под српском влашћу, а округом неготинском. Желимо под српску командузато што смо у оно време, кад су дошли непријатељи да опколе нашу децу и наша села, српска војска војска изашла им је отпор и крварила се по нашим пољима за нас, а и ми смо били заједно са народном војском и самовољцима. Зато ми молимо да се и од сад потрудите за нас, да бисмо дошли под српску државну власт, јер ми од толико година желимо нашу стару мајку српску. Да Бог живи српског краља Милана и његову српску војску да нас бране и да живимо са осталом српском браћом. Брегово 26. марта 1878." На крају су се потписали испод изјаве, први, председник те општине Јов Анесовић, поп Никола Георгијевић, поп Станко Гицовић, поп Станкуц Георгијевић и други сељани...
Било је 1884. године актуелно питање статуса и припадности места Брегово. Спор је настао између Србије и Бугарске, а шаљиво је коментарисао Змајев лист "Стармали". Назвао ју је "Скица" - "из које би могла настати драмица". На почетку, кроз дијалог пратимо две стране, којима повлађује Мефисто - као ђаво. Тако, Бугарска каже: "Хоћу Брегово!" а Мефисто (ђаво): "Браво", док Србија одговара: "Недам Брегово!". Мефисто: "Још бравије!" Прича - дијалог даље иде у правцу разрешења у облику рата између две држава, где ће Брегово постати велико гробље на граници.
Брегово је било један од српских циљева изнуђеног кратког српско-бугарског рата 1885. године, који су Срби изгубили. Говорило се: Са Бреговом се почело и са њим треба да се и заврши. Претходно су Бугари војно заузели Брегово које је било у Србији, и прогласили га за своју територију. Имали су у томе подршку Русије, па је краљ Милан био приморан да ратује, да брани интегритет краљевине. На почетку ратног сукоба ту је било мање бугарско одељење, као заштита положаја. Главни сукоб је био на Сливници. Срби су хтели да Бугаре истисну из Брегова, полажући право на њега, па је било доста пушкарања. Са десне стране Тимока поред Брегова налазила се пре тог рата српска караула и ћумрукана (царинарница), до којих је водио мост преко реке. То земљиште звано "Бреговска ливада" је по нашем државном заступнику у Бугарској, Ђорђу Симићу: "одувек била српска државна територија". Ту су се водиле борбе, надомак места.
За време Другог светског рата 1943. године београдски окупациони лист је објавио на страни за децу стару причу, под насловом: "Јован из Брегова и срна Хитронога". Та дечија прича се препричавала у селу Брегову, у вези малог Јована који је спасао рањену срну.

## Становништво
| 1934. | 1946. | 1956. | 1965. | 1975. | 1985. | 1992. | 2001. | 2011. | 2021. |
| ----- | ----- | ----- | ----- | ----- | ----- | ----- | ----- | ----- | ----- |
| 7.229 | 6.920 | 6.540 | 5.999 | 5.525 | 3.935 | 3.554 | 3.111 | 2.527 | 1.794 |

Према подацима пописа из 2021. године Брегово је имало 1.794 становника што је мање за 29% у односу на 2011. када било 2.527 становника. Већину становника чине Бугари, а остатак махом Роми.
| Етнички састав према попису из 2011.‍ | Етнички састав према попису из 2011.‍ | Етнички састав према попису из 2011.‍ | Етнички састав према попису из 2011.‍ | Етнички састав према попису из 2011.‍ |
| ------------------------------------ | ------------------------------------ | ------------------------------------ | ------------------------------------ | ------------------------------------ |
|                                      |                                      |                                      |                                      |                                      |
| Бугари                               | Бугари                               |                                      | 2.300                                | 91,02%                               |
| Роми                                 | Роми                                 |                                      | 125                                  | 4,95%                                |
| Остали                               | Остали                               |                                      | 11                                   | 0,44%                                |
| Неизјашњени                          | Неизјашњени                          |                                      | 9                                    | 0,36%                                |
| Нису одговорили                      | Нису одговорили                      |                                      | 82                                   | 3,24%                                |

Последњих деценија град губи становништво због удаљености од главних токова развоја у земљи. Претежан вероисповест месног становништва је православна.